# あかりりゅりゅ羽
あかり りゅりゅ羽（あかり りゅりゅう、8月8日 - ）は、日本の男性漫画家、同人作家。

## 概要
同人漫画家から、「月刊コンプエース」に連載の『らき☆すた』公式アナザーストーリー、『らき☆すた ポケットとらべら〜ず』でデビュー。デビューは本人の寄稿などではなく大型の同人誌即売会であるコミックマーケットで編集者に声をかけられたのがきっかけで、実力はお墨付きとなっている。
尊敬する人物として、『らき☆すた』の作者である美水かがみを挙げている。好物はナスとホウレンソウ。

## 履歴
1998年（平成11年）、友人と結成したサークル「葉っぱ調」で葉月雄飛名義で同人デビュー。格闘ゲーム『サムライスピリッツ』などの同人誌を発行していた。
1999年（平成12年）に個人サークル「I'LL調（あいりゅちょう）」を発足。その際に発行された最初のオフセット本、『Meltyあゆ』を筆頭に『Kanon』『ONE』『シスター・プリンセス』『ファンタシースターオンライン』『うたわれるもの』『エターナルメロディ』『モエかん』『一撃殺虫!!ホイホイさん』『Fate/stay night』『ひぐらしのなく頃に』『マビノギ』『ARIA』『アルカナハート』『とある魔術の禁書目録』など有名作品からマイナーな作品まで幅広く手がけており、デビューするきっかけにもなった『らき☆すた』の本も手がけている。I'LL調が出来る前はLeaf作品も手がけていたようだ。
主に全年齢向けのものだが、『Meltyあゆ』『conayuki』に関してのみ18禁向けで販売された。また、サークル「黒雪」や「黒雷」などと共に本を作成したり、ゲスト出演などもしている。発表されているオフセット印刷の本の他、コピー本などを含め50種類以上を手がけた上、ラミネートカードを販売していた時期も併せ持っている。また、アンソロジーなどにも数年前から参加し多数漫画を描いている。

## 作品リスト
- 『らき☆すた ポケットとらべら〜ず』角川書店〈カドカワコミックス〉、全1巻（原作：美水かがみ、『月刊コンプエース』2007年 - 2008年）
- 『真・恋姫†無双 〜乙女繚乱☆三国志演義〜』角川書店〈角川コミックス・エース〉、全5巻（原作：BaseSon、『月刊コンプエース』2009年 - 2012年）
- 『あくちぇる・わーるど。』アスキー・メディアワークス〈電撃コミックスEX〉、全5巻（原作：川原礫、『電撃文庫MAGAZINE』2010年 - 2017年）
- 『アクセル・ワールド』のアンソロジー寄稿作品（原作：川原礫、『アクセル・ワールド コミックアンソロジー』2013年）
- 『ストライク・ザ・ブラッド こちら彩海学園中等部』アスキー・メディアワークス、全1巻（原作：三雲岳斗、『電撃文庫MAGAZINE』2016年 - 2019年）
- 戦車は敷くモノ被るモノ!?（原作：ガールズ&パンツァー製作委員会、『ガールズ&パンツァー 4コマアンソロジーコミック』2016年） - 『ガールズ&パンツァー』のアンソロジー寄稿作品。
- 『国民的アイドルになった幼馴染みが、ボロアパートに住んでる俺の隣に引っ越してきた件』KADOKAWA〈角川コミックス・エース〉、既刊3巻（原作：榊原モンショー、『コミックNewtype』2022年12月27日[1] - 連載中）
  1. 2023年6月9日発売[2][3]、ISBN 978-4-04-113829-8
  2. 2024年1月10日発売[4]、ISBN 978-4-04-114604-0
  3. 2024年8月9日発売[5]、ISBN 978-4-04-115402-1

この他、角川書店発行の『らき☆すた』『Fate/stay night』のコミックアラカルト（アンソロジーコミック）に寄稿している。